# Otakar Feistmantel
Otakar Feistmantel (20. listopadu 1848 Stará Huť, dnes část obce Hýskov – 10. února 1891 Praha) byl český geolog a paleontolog, vysokoškolský pedagog a autor cestopisů z Indie a dalších odborných publikací. 

## Život
Narodil se v rodině geologa Karla Feistmantela, který byl synem herce Karla Františka Feistmantela. Po maturitě na piaristickém gymnáziu na Novém Městě začal v roce 1867 studovat na lékařské fakultě v Praze. Jeho zájem však směřoval více ke geologii. Následujícího roku ho přijali do Národního muzea, kde pořádal šternberské sbírky a účastnil se výzkumu uhelných slojí v Podkrkonoší, na Kladensku, Rakovnicku i jinde. O svých výzkumech sepsal několik pojednání a článků.
V roce 1873 promoval, ale povolání lékaře nevykonával. Po ukončení studií působil krátce na geologickém ústavu ve Vídni a pak jako asistent geologie na univerzitě ve Vratislavi, kde mimo jiné pořádal velkou sbírku několika tisíc fosilních rostlin, které pro místní muzeum předtím koupila pruská vláda od soukromého sběratele. Roku 1874 byl zvolen dopisujícím členem Královské české společnosti nauk.
V roce 1875 přijal nabídku profesora Oldhama z Indického geologického ústavu v Kalkatě, aby tam nahradil zemřelého profesora Ferdinanda Stoličku. V Indii strávil Feistmantel osm let, především na výzkumu tzv. gondwanské uhlonosné soustavy. Během té doby napsal řadu odborných i cestopisných textů. Jeho hlavním dílem byl čtyřdílný spis Fossil Flora of the Gondwana System in India (Fosilní flóra gondwanského systému). Roku 1883 se předčasně vrátil (původně měl smlouvu na 15 let), aby přijal místo na katedře (stolici) mineralogie a geologie na vysokém učení technickém v Praze. I po návratu pokračoval v psaní cestopisů (např. O náboženství a posvátných místech obyvatel obyvatel Východní Indie ve Světozoru roku 1884 nebo kniha Osm let ve Východní Indii) a vystavoval předměty, dokumentující tamní kulturu. Náprstkovu muzeu věnoval skoro 500 předmětů, které se staly základem indické sbírky. Během pobytu v Indii pořídil na čtyři sta fotografií, které byly součástí výstavy uspořádané v muzeu v květnu 1884.
Na vysoké škole byl jmenován profesorem a ve školním roce 1886–1887 byl zvolen i rektorem.
V roce 1890 vyšla jeho práce o geologických a paleontologických poměrech uhelných a rostlinných ložisek prvohor a druhohor ve východní Austrálii. Byla vydána v Praze, Německu a Austrálii a zaznamenala mezinárodní ohlas. Také jeho další spisy O pohoří Himálají a Uhlonosné útvary v Tasmánii, vydané ve stejném roce, byly ve vědeckých kruzích kladně hodnoceny, přestože Feistmantel Austrálii ani Tasmánii nikdy nenavštívil.
Podílel se na tvorbě Ottova slovníku naučného, pro který psal různé příspěvky o Indii až do roku 1890. 
Feistmantel byl členem Královské české společnosti nauk, geologické společnosti v Berlíně, The Asiatic Society of Bengal, Royal Society of New South Wales a dalších vědeckých institucí.
Otakar Feistmantel zemřel 10. února ve věku 42 let na rakovinu tlustého střeva. Byl pohřben v hrobce na Vyšehradském hřbitově.